# ビルマ社会主義計画党
ビルマ社会主義計画党（ビルマしゃかいしゅぎけいかくとう）は、クーデターを成功させたネ・ウィンによる1962年の建党以降、1988年までビルマ（現ミャンマー）で独裁政権を担った執政党。マサラとも呼ばれる。1988年9月24日に国民統一党に改名した。

## 党名
- ビルマ語ではミャンマー語: မြန်မာ့ဆိုရှယ်လစ်လမ်းစဉ်ပါတီ, ラテン文字転写: Myanma Hsoshalit Lanzin Pati。
- 英語名はBurma Socialist Programme Party、略称BSPP[1]。

## 党史

### 設立
1962年3月2日、ネウィンはクーデターを起こし、ウー・ヌ首相以下主要閣僚を拘束、議会を解散、憲法を停止して全権を掌握し、革命評議会を設立した。4月30日には『ビルマ社会主義への道』発表。14条で社会主義経済制度樹立を推進・擁護する民主主義だけを運営していくべきと宣言し、その実現のために、連邦党（1960年の総選挙に勝利したウー・ヌの政党）、反ファシスト人民自由連盟（AFPFL）安定派、左派野党の国民統一戦線（NUF）の既存政党と協力して統一戦線を築こうとしたが、結局、交渉は決裂。7月4日、独自の政党であるビルマ社会主義計画党（BSPP）が設立され、ネウィンが議長に就任し、党綱領として『人と環境の相互作用の原理』という、マルクス・レーニン主義批判と仏教思想を融合させたようなイデオロギーを採用した。1964年3月28日には国家統一法が施行され、BSPP以外の政党・政治団体の活動が禁止され、以後、1989年までミャンマー唯一の政党となった。

### 党中心の国家作り
BSPPが本格始動するのは、1971年6月の第1回党大会からで、それまでは「幹部政党」と位置づけられ党基盤の整備に勤しみ、その間、実権はネウィンの側近と地方司令官からなる革命評議会にあった。
| 分類       | 氏名と階級 |
| ---------- | --- |
| 政務組     | 国軍最高幹部と元軍管区司令官。 ネウィンやサンユもここに含まれる。 党本部代表。                                  |
| 軍務組     | 軍内で出世して、軍内のポストにもとづいて 機械的に党ポストを割り当てられた者。 国軍党大会代表と党地区代表。      |
| 上位党務組 | 軍内で出世コースから外れたものの、党内で 昇進して幹部を務めている者。 党本部代表。                              |
| 下位党務組 | 上位党務組と同じく国軍からの出向組だが、 党内の地位が高くない者。中央政治学大学 に通った者が多い。 党地区代表。 |

1963年、軍管区に対応して西北、西南、東部、東南、中央、ヤンゴンに6つの党地域本部と管区と州に対応した15の党地区本部が設立され、その下に郡レベルの党支部が組織された。1966年の時点で334の支部が存在したのだという。また中央政治学学校（後に中央政治学大学に改編）という党幹部養成学校も設立された。1963年からは入党申請の受付を開始し、1965年に10万人弱、1966年に18万人、1970年には25万人に達したと発表された。ただし党幹部は出向してきた国軍将校が大半を占め、中央政治学大学出身者は主に党の地方幹部になった。しかも党の地方高級幹部養成を目的とした講座は軍人だけに限定されており、ここでも国軍優位は貫かれていた。
当時は、多くの人々がわりと熱狂の中で入党していたのだという。
1971年6月、BSPP第1回党大会が開催され、党大会で決定された計画や任務を具体化する任務を負い、党大会が開催されない間は党内の最高意思決定機関となる、200人ほどのメンバーからなる中央委員会と、中央委員会から選出された15人ほどのメンバーからなる名実ともに党内最高意思決定機関たる中央執行委員会が設置された。
中央委員会は党本部代表、党地区代表、国軍党大会代表から選ばれたが、党本部代表も党地区代表も国軍将校が多数含まれ、国軍色が強かった。キャリア別に見ると、政務組、軍務組、上位党務組、下位党務組に分類され、下位党務組はほとんど中央委員に選出されなかった。また中央執行委員会設立時のメンバー15人のうち13人は革命評議会のメンバーだった。
しかし、1972年4月22日、政務組と上位・下位党務組の多くが退役して民間人となる。ネウィン以下中央執行委員会のメンバーの多くも退役し、中央執行委員会のメンバーのうち現役将校はサンユ以下3人だけとなった。また1973年10月のBSPP第2回党大会で選出された新任の中央委員35人のうち、現役将校はわずか7人で、その他は文民かつ多様な民族出自の者が多く、こられの措置は長年ネ・ウィンが温めてきた党軍分離構想の実現の一環だった。

### 1974年の民政移管

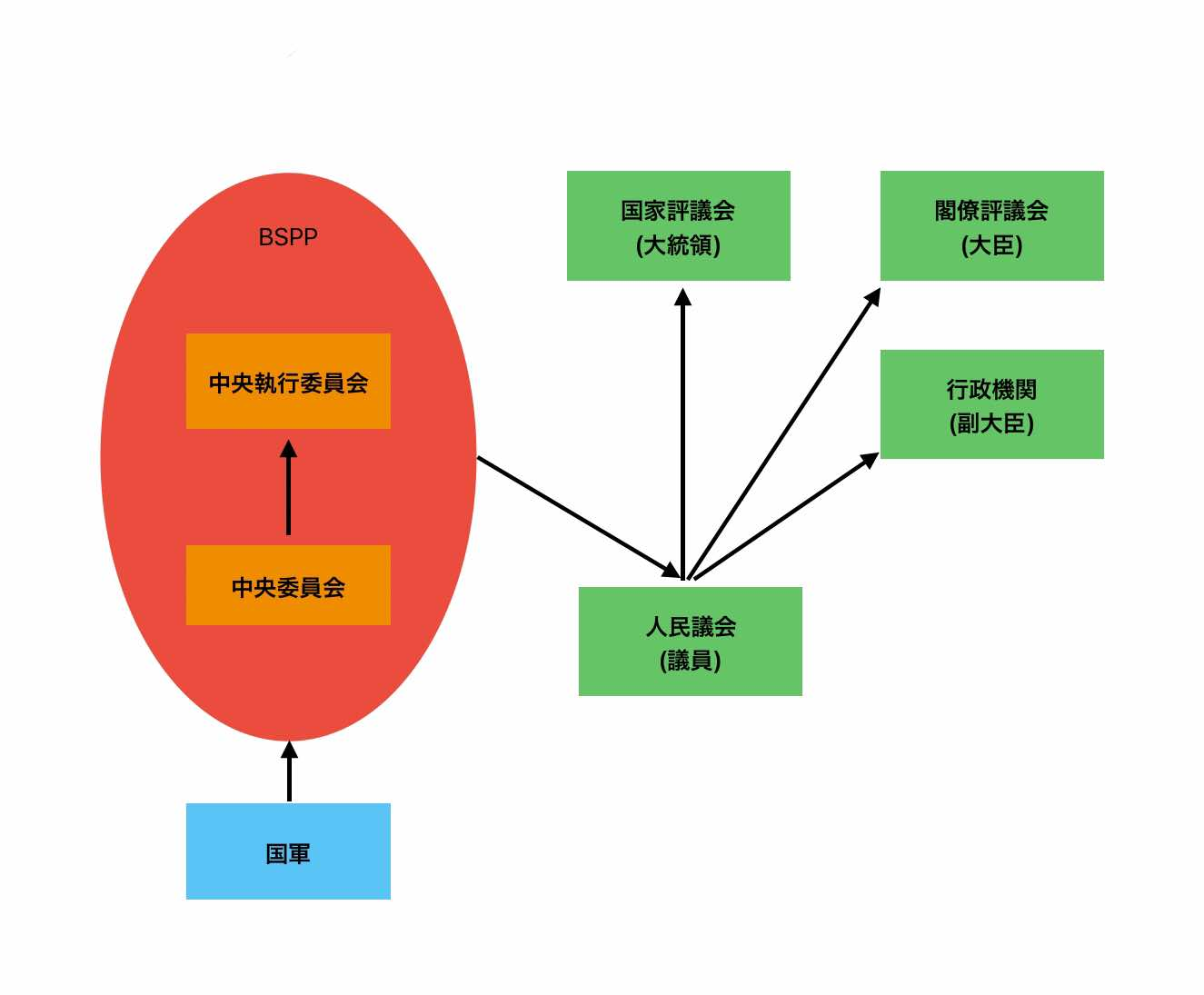
1974年ミャンマー憲法下の国軍、BSPP、政府の関係（中西嘉宏著『軍政ビルマの権力構造』から作成）

1973年12月、憲法信任国民投票が行われ、90.19％の賛成票を得て採択。翌1974年1月3日、憲法が施行され、新憲法にもとづく選挙が1月末から全国で実施された。憲法第11条に「国家は一党制を採用する。BSPPは唯一の政党であり、国家を指導する」とあるとおり、候補者は全員BSPP党員で、1選挙区に1名の候補者しかおらず、事実上の信任投票だった。そして3月2日、12年前にネウィンがクーデターを起こしたその日に第1回人民議会が開催され、革命評議会は解散、ネウィンが大統領に選出されて「民政移管」が達成されたのだった。
前述したとおり、人民議会議員は全員、国軍現役・退役将校が優勢なBSSP党員であり、国家評議会は人民議会議員のうち各管区・各州代表14人とその他の人民議会議員からなり、議長は大統領と同一人物がなる。国家評議会には、憲法解釈権、法の公布権、閣僚評議会議員（大臣）、人民裁判官評議会議員、人民検察官評議会議員、人民監察官評議会議員の候補者名簿提出権、常務委員会候補者名簿提出権、外交関係樹立に関する決定権、副大臣の任命・罷免権、行政機関部局長の任命・罷免権など絶大な権限があり、それは実質、大統領＝ネウィンの独裁的権力を制度的に保証するものだった。
また立法過程を見ると、法案は主に省庁から提出され、まずBSPPの中央委員会に設置された各種常任委員会が検討し、そのうえで中央執行委員会が承認すれば、その後、中央委員会、人民議会常任委員会、人民議会に討議・採決の場が移っていった。しかし、中央執行委員会が承認した法案はほぼすべて成立することになっており、人民議会の採決は「ただ判子を押すだけ」と言ってよいもので、実質、BSPPの中央執行委員会が国権の最高意思決定機関となった。ネウィンはBSPP議長と大統領の2つの職を兼務することにより、絶大な権力を得たのだった（1974年3月人民議会が開催されたのを機に、中央執行委員会の他のメンバーの大臣兼務の多くが解かれていた）。
民政移管後も党軍分離は進められ、1977年2月のBSPP第3回党大会では、政務組・軍務組が増えて中央委員会の刷新には失敗したものの、中央執行委員会から7人が退任し、代わって8人が新しく就任したが、その内訳は軍務組2人、党務組6人だった。これは、国軍ではさほど地位が高くなかったものが、BSPPで高い地位に就くという党中心の国家運営の意思が表れた抜擢人事だった。
しかし、この第3回党大会の中央委員選出選挙で、ネウィンが3位に落ちこむという事態が生じた。そして中央執行委員会における党務組の躍進に不満を募らせていた軍務組は、これを党務組による不正選挙だと告発し、結果、党務組113人の党籍が剥奪され、1977年11月の臨時党大会で、中央委員会委員を大幅に入れ替え、中央執行委員には政務組と軍務組から5人選出され、党務組が姿を消した。その後の1981年8月の第4回党大会、1985年8月の第5回党大会でも、それぞれ軍務組と政務組が中央執行委員に選出されている。このようにしてネウィンの党軍分離構想、完全な民政移管は志半ばで失敗に終わった。ただし、この後も下位党務組に属する、若く比較的高学歴の党員は増え続けていた。

### 解党
ネウィンは1981年に大統領を辞任してサンユに譲ったが、党議長の座には留まっていた。しかし、1988年、経済危機を発端として全国で大規模なデモが発生し（8888民主化運動）、7月23日、BSPP臨時党大会の場でネウィンは、突然、自身の党議長辞任とサンユの大統領辞任および単一政党制か複数政党制かを問う国民投票の実施を発表。その後、セインルイン、マウンマウンが相次いで党議長・大統領となったが、事態は好転せず、各地でBSPPからの離党者が相次ぎ、9月10日の臨時党大会と9月11日の人民議会臨時会議によって国軍関係者がBSPPを離脱し、「国家は一党制を採用する。BSPPは唯一の政党であり、国家を指導する」と定める憲法第11条が廃止された。9月15日からは国軍幹部とBSPP幹部が出席する会合が開かれ、その席でソウマウン国軍総司令官とタンシュエ陸軍参謀次長に対してクーデター決行の指示が出た。中央執行委員を務める退役将校と現役将校との間で意思統一ができた形である（ネウィンとマウンマウンが知っていたかどうかは不明）。そして9月18日、ソウマウンが国営ラジオを通して国軍が全権力を掌握した旨を発表、国軍幹部19人からなる国家秩序回復評議会（SLORC）が設置され、ソウマウンが議長の座に就いた。そして9月26日、予定されていた選挙に政党登録するために、BSPPは国民統一党（NUP）と改名し、BSPPはその歴史に幕を閉じたのだった。

## 党議長
|      | 名前 (Birth–Death)            | 任期          | 任期          | 任期        | 他の役職                                                              |
| 就任 | 名前 (Birth–Death)            | 退任          | 在任期間      |             | 他の役職                                                              |
| ---- | ----------------------------- | ------------- | ------------- | ----------- | --------------------------------------------------------------------- |
| 1    | ネウィン နေဝင်း (1911–2002)      | 1962年7月４日 | 1988年7月23日 | 26年 + 19日 | 革命評議会議長および首相（1962年 - 1974年） 大統領（1962年 - 1981年） |
| 2    | セインルイン စိန်လွင် (1923–2004) | 1988年7月26日 | 1988年8月12日 | 17日        | 大統領 (1988)                                                         |
| 3    | マウンマウン မောင်မောင် (1925–1994) | 1988年8月19日 | 1988年9月18日 | 30日        | 大統領 (1988)                                                         |

## 選挙結果
| 選挙年 | 党議長   | 投票 | %    | 議席      | +/– | 順位 |
| ------ | -------- | ---- | ---- | --------- | --- | ---- |
| 1974   | ネウィン |      | 100% | 451 / 451 | 451 | 1st  |
| 1978   | ネウィン |      | 100% | 464 / 464 | 13  | 1st  |
| 1981   | ネウィン |      | 100% | 475 / 475 | 11  | 1st  |
| 1985   | ネウィン |      | 100% | 489 / 489 | 14  | 1st  |